# Paranoctua
Paranoctua là một chi bướm đêm thuộc họ Noctuidae.